# Liste des intercommunalités du Rhône
- Communautés d'agglomération :
- Agglo Villefranche Beaujolais
- Vienne Condrieu Agglomération
- Ouest Rhodanien
- Communautés de communes :

Carte des intercommunalités du Rhône en 2019.
Agglo Villefranche Beaujolais
Vienne Condrieu Agglomération
Ouest Rhodanien
SB
BPD
ML
CCPA
CCVL
CCEL
COPAMO
CCVG
PO

Au 1er janvier 2020, le département du Rhône compte 11 établissements publics de coopération intercommunale à fiscalité propre dont le siège est dans le département (deux communautés d'agglomération et neuf communautés de communes). 12 communes font partie d'une communauté d'agglomération dont le siège est dans l'Isère.
Le Grand Lyon, précédemment une communauté urbaine au sein du département, forme depuis le 1er janvier 2015 une collectivité territoriale, la métropole de Lyon.

## Intercommunalités à fiscalité propre
Ci-dessous, la liste au 1er janvier 2020.
Toutes les intercommunalités ont une fiscalité professionnelle unique.
| Forme juridique                                                             | Nom                              | no SIREN  | Date de création | Nombre de communes         | Population (der. pop. légale) | Superficie (km2) | Densité (hab./km2) | Siège                   | Président               |
| --------------------------------------------------------------------------- | -------------------------------- | --------- | ---------------- | -------------------------- | ----------------------------- | ---------------- | ------------------ | ----------------------- | ----------------------- |
| Intercommunalité dont le siège est situé dans le département du Rhône (11)  |                                  |           |                  |                            |                               |                  |                    |                         |                         |
| Communauté d'agglomération                                                  | CA Villefranche Beaujolais Saône | 200040590 | 1er janvier 2014 | 18 (dont 1 dans le 01)     | 72 925 (2021)                 | 167,70           | 435                | Villefranche-sur-Saône  | Daniel Faurite          |
| Communauté d'agglomération                                                  | CA de l'Ouest Rhodanien          | 200040566 | 1er janvier 2014 | 31                         | 50 464 (2021)                 | 578,60           | 87                 | Tarare                  | Michel Mercier          |
| Communauté de communes                                                      | CC Beaujolais-Pierres Dorées     | 200040574 | 1er janvier 2014 | 32                         | 55 120 (2021)                 | 249,40           | 221                | Anse                    | Daniel Paccoud          |
| Communauté de communes                                                      | CC de l'Est lyonnais             | 246900575 | 29 décembre 1993 | 8                          | 42 276 (2021)                 | 141,20           | 299                | Genas                   | Paul Vidal              |
| Communauté de communes                                                      | CC des monts du Lyonnais         | 200066587 | 1er janvier 2017 | 32 (dont 7 dans le 42)     | 35 120 (2021)                 | 396,90           | 89                 | Pomeys                  | Régis Chambe            |
| Communauté de communes                                                      | CC du Pays de l'Arbresle         | 246900625 | 30 décembre 1994 | 17                         | 38 637 (2021)                 | 183,90           | 210                | L'Arbresle              | Pierre-Jean Zannettacci |
| Communauté de communes                                                      | CC du Pays mornantais            | 246900740 | 26 décembre 1996 | 11                         | 29 625 (2021)                 | 144,50           | 205                | Mornant                 | Thierry Badel           |
| Communauté de communes                                                      | CC du pays de l'Ozon             | 246900765 | 26 novembre 1997 | 7                          | 27 240 (2021)                 | 77,70            | 351                | Saint-Symphorien-d'Ozon | Jean-Jacques Brun       |
| Communauté de communes                                                      | CC Saône Beaujolais              | 200067817 | 1er janvier 2014 | 35                         | 45 074 (2021)                 | 539,80           | 84                 | Belleville              | Bernard Fialaire        |
| Communauté de communes                                                      | CC de la Vallée du Garon         | 246900757 | 23 décembre 1996 | 5                          | 32 364 (2021)                 | 49,80            | 650                | Brignais                | Jean-Louis Imbert       |
| Communauté de communes                                                      | CC des Vallons du Lyonnais       | 246900724 | 23 décembre 1996 | 8                          | 31 518 (2021)                 | 106,60           | 296                | Vaugneray               | Daniel Malosse          |
| Intercommunalité dont le siège est situé dans le département de l'Isère (1) |                                  |           |                  |                            |                               |                  |                    |                         |                         |
| Communauté d'agglomération                                                  | Vienne Condrieu Agglomération    | 200077014 | 1er janvier 2018 | 30 (dont 12 dans le Rhône) | 93 560 (2021)                 | 419,0            | 223                | Vienne                  | Thierry Kovacs          |

## Anciennes intercommunalités

Carte des intercommunalités du Rhône en 2018.
Agglo Villefranche Beaujolais
Vienne Condrieu Agglomération
Ouest Rhodanien
SB
BPD
ML
CCPA
CCVL
CCEL
COPAMO
CCVG
PO

- Communautés d'agglomération :
- Agglo Villefranche Beaujolais
- Vienne Condrieu Agglomération
- Ouest Rhodanien
- Communautés de communes :

- Communautés d'agglomération :
- Agglo Villefranche Beaujolais
- ViennAgglo
- Ouest Rhodanien
- Communautés de communes :

- Communautés d'agglomération :
- Agglo Villefranche Beaujolais
- ViennAgglo
- Communautés de communes :

- Communautés urbaines :
- Grand Lyon
- Communautés d'agglomération :
- Agglo Villefranche Beaujolais
- ViennAgglo
- Communautés de communes :

- Le 1er janvier 2018 :

Carte des intercommunalités du Rhône en 2017.
Agglo Villefranche Beaujolais
ViennAgglo
Ouest Rhodanien
SB
BPD
ML
CCPA
CCVL
CCEL
COPAMO
CCVG
PO
CCRC

Carte des intercommunalités du Rhône en 2015.
Agglo Villefranche Beaujolais
ViennAgglo
HB
SB
CCOR
BPD
CL
CCPA
CCVL
CCEL
HL
COPAMO
CCVG
PO
CCRC

Carte des intercommunalités du Rhône de 2014 à 2015.
Grand Lyon
Agglo Villefranche Beaujolais
ViennAgglo
HB
SB
CCOR
BPD
CL
CCPA
CCVL
CCEL
HL
COPAMO
CCVG
PO
CCRC

  - la communauté de communes de la Région de Condrieu fusionne avec ViennAgglo pour former Vienne Condrieu Agglomération.

- Le 1er janvier 2017 :
  - la communauté de communes du Haut-Beaujolais est intégrée dans la communauté de communes Saône Beaujolais ;
  - la communauté de communes des Hauts du Lyonnais fusionne avec la communauté de communes Chamousset en Lyonnais pour devenir la communauté de communes des monts du Lyonnais.

- Le 1er janvier 2016 :
  - la communauté de communes de l'Ouest Rhodanien devient la communauté d'agglomération de l'Ouest Rhodanien[14].

- Le 1er janvier 2015 :
  - la communauté urbaine de Lyon devient la métropole de Lyon, collectivité territoriale à statut particulier, et sort du département du Rhône ;
  - l'arrondissement de Lyon est modifié également et 101 communes quittent cet arrondissement pour rejoindre celui de Villefranche-sur-Saône. Le sous-préfet de Villefranche-sur-Saône voit ses compétences étendues sur les nouvelles communes et les EPCI dont elles sont membres.
  - pour l'application de quelques articles de loi, la métropole de Lyon est « assimilée » à un département[15], mais n'est pas érigée officiellement un département. Le préfet du Rhône reste compétent sur les deux arrondissements, et toutes les collectivités de la métropole de Lyon et de l'arrondissement de Villefranche-sur-Saône.
  - la commune de Saint-Laurent-de-Vaux fusionne avec Vaugneray.
- Communauté de communes de l'agglomération de Villefranche-sur-Saône (CCAVIL), transformée en communauté d'agglomération le 1er janvier 2006, elle-même intégrée le 1er janvier 2014 au sein de la communauté d'agglomération Villefranche-Beaujolais-Saône.
- Communauté de communes Rhône-sud (RS), intégrée le 1er janvier 2007 au Grand Lyon.
- Communauté de communes Beaujolais-Val-de-Saône (BVS)
- Communauté de communes Beaujolais Val d'Azergues (CCBVA)
- Communauté de communes Beaujolais Nizerand Morgon (BNM)
- Communauté de communes Beaujolais-Saône-Pierres-Dorées (BSPD)
- Communauté de communes Beaujolais-Vauxonne (BV)
- Communauté de communes de la Haute Vallée d'Azergues (HVA)
- Communauté de communes de la Région de Beaujeu (RB)
- Communauté de communes des Monts d'Or Azergues (MOA)
- Communauté de communes des Pays du Bois d'Oingt (PBO)
- Communauté de communes du Pays d'Amplepuis-Thizy (CCPAT)
- Communauté de communes du Pays de Tarare (PT)

### Modifications en 2013-2014
- Communautés urbaines :
- Grand Lyon
- Communautés d'agglomération :
- CAVIL
- ViennAgglo
- Communautés de communes :
- Autres :
- Sans ÉPCI

Carte des intercommunalités du Rhône avant 2013-2014.
Grand Lyon
CAVIL
ViennAgglo
HB
RB
BVS
CCPAT
CCBVA
BV
BNM
PT
PBO
BSPD
CCBVA
MOA
CL
CCPA
CCVL
CCEL
HL
COPAMO
CCVG
PO
CCRC
Sans ÉPCI

À la suite de cette réforme, le schéma se simplifie, entraînant des fusions d'intercommunalités ou des modifications de leurs territoires.
Le 1er janvier 2013 :
- Les communes de Chaponnay et Marennes intègrent la communauté de communes du Pays de l'Ozon.
- Les communes de Saint-Pierre-de-Chandieu et Toussieu intègrent la communauté de communes de l'Est Lyonnais.
- La commune de Sainte-Colombe intègre la communauté de communes de la Région de Condrieu.

Le 1er janvier 2014 :
- La communauté d'agglomération de Villefranche-sur-Saône fusionne avec les communautés de communes Beaujolais Nizerand Morgon et Beaujolais-Vauxonne, ainsi que les communes de Liergues, qui quitte la communauté de communes Beaujolais-Saône-Pierres-Dorées, de Jarnioux et Ville-sur-Jarnioux, qui quittent la communauté de communes des Pays du Bois d'Oingt et de Jassans-Riottier, du département de l'Ain, qui quitte la communauté de communes Porte ouest de la Dombes.
- Les communautés de communes du Pays de Tarare, du Pays d'Amplepuis Thizy et de la Haute Vallée d'Azergues fusionnent pour former la communauté de Communes de l'Ouest Rhodanien.
- Les communautés de communes de la Région de Beaujeu et Beaujolais-Val-de-Saône fusionnent et intègrent également Cenves, qui quitte la Communauté de communes du Haut-Beaujolais, pour former la communauté de communes Saône Beaujolais.
- Les communautés de communes Beaujolais Val d'Azergues, Beaujolais-Saône-Pierres-Dorées, des Monts d'Or Azergues et des Pays du Bois d'Oingt fusionnent, à l'exception des communes de Liergues, Jarnioux et Ville-sur-Jarnioux, pour former la communauté de communes Beaujolais-Pierres Dorées.
- La commune de Quincieux quitte la communauté de communes des Monts d'Or Azergues, avant de rejoindre le Grand Lyon le 1er juin 2014.